# Prawica Rzeczypospolitej
Prawica Rzeczypospolitej (česky Pravice Polské republiky, Polská Pravice či Pravice Republiky) je konzervativní politická strana v Polsku. Založena byla v roce 2007 skupinou politiků, kteří vystoupili z tehdy vládní strany Prawo i Sprawiedliwość. Předsedou a nejvýraznější osobností strany je bývalý maršálek Sejmu Marek Jurek.
V předčasných volbách v roce 2007 strana neuspěla, později se ale menší úspěchy dostavily: na společných kandidátkách s výše zmíněnou stranou Právo a spravedlnost získala strana v roce 2014 jednoho europoslance (Marek Jurek) a v roce 2015 jednoho poslance Sejmu (Jan Klawiter).